# Touchstone Television
Cet article concerne la filiale de Disney anciennement connue sous le nom Fox 21 Television Studios. Pour la filiale ayant utilisée le nom Touchstone Television entre 1985 et 2007, voir ABC Signature.
Touchstone Television, anciennement Fox 21 Television Studios, est une entreprise de production de programmes télévisés de la Walt Disney Company créée en 2014.
L'entreprise est née de la fusion entre Fox Television Studios et Fox 21, deux filiales de 21st Century Fox à l'époque. Les deux avaient à l'origine pour but de produire des programmes nécessitant des plus petits budgets que 20th Television. Néanmoins, après la fusion elle se concentre sur la production de programmes plus matures et osé, principalement à destination de chaîne câblée ou de service de streaming.
En 2020, à la suite de l'Acquisition de 21st Century Fox par Disney, il est décidé que l'entreprise reprendrait l'ancien nom de l'entreprise de production ABC Signature, Touchstone Television, qu'elle a utilisée entre 1985 et 2007. Néanmoins, Disney annonce la fermeture de l'entreprise en décembre 2020 et dévoile que ces productions en cours seront transférées à 20th Television.

## Historique

Logo de Fox 21 Television Studios.

Fox Television Studios a été créée en 1997 en même temps que la branche de distribution de 20th Television, dans l'optique de produire des programmes à petits budgets en collaboration avec des petites sociétés de productions comme Greenblatt-Janollari Studio avec qui elle collabore en premier.
En 2005, 20th Television donne naissance à Fox 21, également dans le but de produire des programmes à petits budgets mais plus matures et osés, principalement à destination des chaînes câblées. Les premières productions a succès ont été la série Sons of Anarchy pour FX et la télé-réalité Beauty and the Geek pour The CW .
En décembre 2014, les deux entreprises fusionnent pour devenir Fox 21 Television Studios en raison de leurs similitudes. Néanmoins, le côté petit budgets disparait au fur et à mesure mais l'entreprise conserve sa cible des programmes matures et osés ainsi que le choix de viser les chaînes câblées.
En 2019, à la suite de l'Acquisition de 21st Century Fox par Disney, il est dévoilé que 20th Television et Fox 21 Television Studios ne fusionneront pas avec ABC Studios, la filiale télévisée de la société, mais resteront bien indépendantes. L'année suivante, le studio décide de renommer Fox 21 Television Studios en Touchstone Television qui n'est autre que l'ancien nom d'ABC Studios, rebaptisé ABC Signature, inutilisé depuis 2007,.

## Liste des sériesFox Television Studios(1997-2014)

### Années 2000
- The Hughleys (1998-2002)
- Maggie Winters (1998-1999)
- Les Frères McGrail (To Have and To Hold) (1998)
- Père malgré tout (Oh, Grow Up) (1999)
- Malcolm (Malcolm in the Middle) (2000-2006)
- Son of the Beach (2000-2002)
- Soul Food : Les Liens du sang (Soul Food: The Series) (2000-2004)
- Murder in Small Town X (2001)
- The Shield (2002-2008)
- John Doe (2002-2003)
- État d'alerte (The Grid) (2004)
- Du côté de chez Fran (Living with Fran) (2005-2006)
- Les Girls de Playboy (The Girls Next Door) (2005-2010)
- Killer Instinct (2005)
- Thief (2006)
- Windfall : Des dollars tombés du ciel (Windfall) (2006)
- Celebrity Duets (2006)
- The Riches (2007-2008)
- Burn Notice (2007-2013)
- Saving Grace (2007-2010)
- Crowned: The Mother of All Pageants (2007-2008)
- The Return of Jezebel James (2008)
- Mental (2009)
- Kendra (2009-2011)
- Defying Gravity (2009)
- FBI : Duo très spécial (White Collar) (2009-2014)
- The Wanda Sykes Show (2009-2010)
- Les Folies d'Holly (Holly's World) (2009-2011)

### Années 2010
- Bailey et Stark (The Good Guys) (2010)
- Persons Unknown (2010)
- The Gates (2010)
- The Glades (2010-2013)
- Lights Out (en) (2011)
- The Killing (2011-2014)
- In the Flow with Affion Crockett (2011)
- The Great Escape (2012)
- The Americans (2013-2014, saisons 1 et 2)
- Maron (2013-2014, saisons 1 et 2)
- Graceland (2013-2014, saisons 1 et 2)
- Sirens (2014, saison 1)

## Liste des sériesFox 21(2005-2014)
- Beauty and the Geek (2005-2008)
- Free Ride (2006)
- Saved (2006)
- Anchorwoman (2007)
- Sons of Anarchy (2008-2014)
- Game Show in My Head (2009)
- Terriers (2010)
- Breakout Kings (2011-2012)
- Homeland (2011-2014, saisons 1 à 4)
- Brickleberry (2012-2013, saisons 1 et 2)
- Witches of East End (2013-2014)
- Those Who Kill (2014)
- Salem (2014, saison 1)
- Tyrant (2014, saison 1)
- Rush (2014)
- Legends (2014, saison 1)

## Liste des sériesFox 21 Television Studios/Touchstone Television(2014-2020)

### Années 2010
- Brickleberry (2014-2015, saison 3)
- The Americans (2015-2018, saisons 3 à 6)
- Maron (2015-2016, saisons 3 et 4)
- Graceland (2015, saison 3)
- Sirens (2015, saison 2)
- Homeland (2015-2020, saisons 5 à 8)
- Salem (2015-2017, saisons 2 et 3)
- Tyrant (2015-2016, saisons 2 et 3)
- Legends (2015, saison 2)
- The Comedians (2015)
- Complications (2015)
- Sex&Drugs&Rock&Roll (2015-2016)
- The Bastard Executioner (2015)
- American Crime Story (2016-2018, saisons 1 et 2)
- Damien (2016)
- Dice (2016-2017)
- Reine du Sud (Queen of the South) (2016-2019, saisons 1 à 4)
- Chance (2016-2017)
- Feud (2016)
- Genius (2017-2018, saisons 1 et 2)
- The Chi (2018-2020, saisons 1 à 3)
- Seven Seconds (2018)
- Pose (2018-2019, saisons 1 et 2)
- Mayans M.C. (2018-2019, saisons 1 et 2)
- Fosse/Verdon (2019)
- The Hot Zone (2019)
- The Politician (2019-2020, saisons 1 et 2)
- Soundtrack (2019)

### Années 2020
- The Stranger (2020)
- Barkskins (2020, saison 1)
- Tales from the Loop (2020, saison 1)
- Ratched (2020, saison 1)
- Books of Blood (2020)